# Ваад четырёх земель

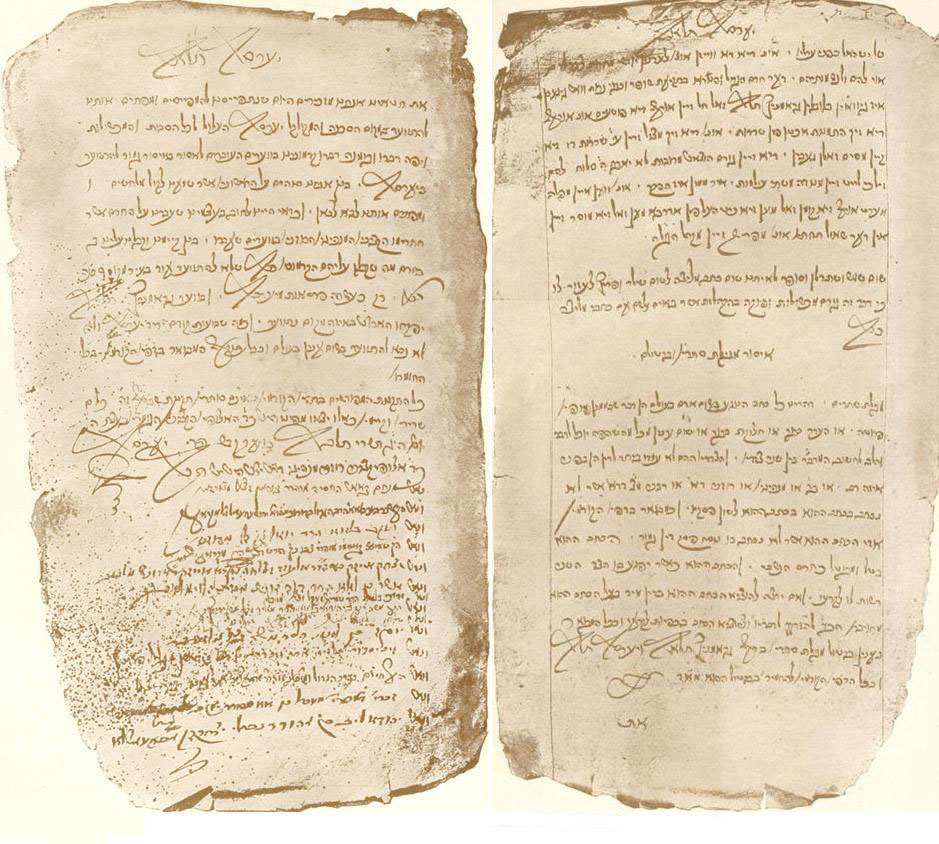
Точная репродукция листа пинкоса Ваада четырёх земель

 Ваад четырёх земель (ивр. וַעַד אַרְבַּע אֲרְצוֹת‎, также Сейм или Синод, совет четырёх земель, ваад четырёх стран) — центральный орган автономного еврейского общинного самоуправления в Речи Посполитой, действовавший с середины XVI до второй половины XVIII веков. Состоял из семидесяти делегатов кагалов (ивр. קָהָל‎), представлявших четыре исторически области: Великая Польша, Малая Польша, Червоная Русь и Волынь. Обычно проводился два раза в год в Люблине и Ярославе.
Первоначально создавался для взаимодействия евреев с королевской властью, где обсуждалось количество налогов, взимаемых в пользу государства. Позже стал органом самоуправления, местом урегулирования споров между кагалами, согласования общих действий против угрозы еврейской автономии.

## Возникновение и первоначальное развитие
Значительное число еврейского населения в Речи Посполитой и его важное значение для торгово-промышленной жизни страны в связи с его национальной обособленностью являются причинами того, что польские евреи образовали особый класс, пользовавшийся широкой автономией в области общинного управления и духовной жизни, автономией, сосредоточенной в образцовой общинной организации. Еврейская община с её административными, юридическими, религиозными и благотворительными учреждениями составляла автономную единицу. Термин «кагал» означал и общину, и общинную администрацию; оба понятия были тождественны.
Административные функции кагала — распределение государственных и общинных налогов, заведование благотворительными учреждениями и т. д. — исполнялись выборными кагальными старшинами (seniores, פרנסים), между тем как на раввинов (doctores judaeorum) возлагалась забота ο религиозных и юридических делах. Необходимость установления солидарности между кагалами и раввинами разных местностей сперва возникла в юридической области. Раввинский суд руководствовался в своих решениях нормами талмудического законодательства; но эти нормы часто допускали различные толкования, и потому являлась надобность созывать собрания раввинов для выяснения спорных пунктов. Исходя из основного принципа самоуправления — права быть судимыми лицами своего народа, a не чужими, — евреи должны были создать в дополнение к низшим общинным судам высшую апелляционную инстанцию. Необходимость подобного высшего суда сказывалась особенно тогда, когда возникали спорные вопросы между кагалами или между частным лицом и кагалом. В таких случаях в определённые сроки устраивались периодические раввинские съезды. В первой половине XVI в. эти съезды происходили во время многолюдных ярмарок. Главным сборным пунктом служила ярмарка в Люблине, где жил отец польского раввинизма, р. Шахна, учеником которого был знаменитый Моше Иссерлес. Сюда ещё в царствование Сигизмунда I съезжались раввины и разбирали гражданские тяжбы «согласно своему закону». Сам король в грамоте 1533 г. охарактеризовал одно из таких решений как решение высшего суда для евреев. Раввины и кагальные старшины разных областей Польши и Литвы (ивр. פרנסי דיינים ,הארץ‎) Isseries, Responsa, № 63, 64, 73; относятся к периоду 1550—58) принимали участие в периодических сессиях Люблинского высшего суда, на которых обсуждались также вопросы духовного свойства, касавшиеся всего польского еврейства; так, например, раввины и «главы иешив» трёх стран (ивр. שלש מדינות‎) — Польши, Руси и Литвы — санкционировали печатание вавилонского Талмуда в Люблине (1559—80) под условием, чтобы экземпляры издания употреблялись во всех школах (это разрешение — «хаскама» — было напечатано на заглавных страницах отдельных трактатов для общего сведения). Здесь уже намечена классификация участников Люблинского съезда по трем областям: из Польши (Великой и Малой вместе), Литвы (теснее связанной с Короной после Люблинской унии 1569 г.) и Руси (то есть Подолии, Волыни и Галиции, или Червонной Руси). Эти «ярмарочные съезды» составили ядро великой центральной организации, прочно установившейся в последнюю четверть XVI в. под названием «Ваад областей» (ивр. ועד הארצות‎). Широкая автономия польских евреев вызвала необходимость в таком учреждении, которое могло бы служить не только высшей инстанцией в юридических и религиозных вопросах, но также центральным совещательным и законодательным органом для регулирования деятельности всех местных установлений. Вот почему люблинские ярмарочные съезды превратились в периодические собрания представителей кагалов и стали генеральными сеймами, «Congressus judaicus», или «Sejm» в польских документах. Если возникновение Ваада и было вызвано насущными потребностями и условиями внутреннего развития польского еврейства, то все же следует иметь в виду и внешние факторы, обусловившие и упрочившие существование этой единственной в своем роде общееврейской организации, факторы фискального характера. Ещё Сигизмунд I пытался централизовать сбор еврейских податей, назначив для этого Михеля Иозефовича и Авраама Богемского. С введением поголовной подати во 2-й половине XVI в. правительство сперва пыталось взимать таковую в отдельных общинах, но после неудачных опытов сейм всей Польши постановил поручить подскарбию в согласии с так наз. «шафарами» (сборщиками податей) установить общую сумму еврейских налогов. Раскладка этой общей суммы (по 15 000 злотых для евреев Польши и Великого княжества Литовского) по кагалам была возложена на представителей общин, которые для этой цели стали собираться периодически. «Так-то возник Ваад, если и не по прямому приказанию правительства, то во всяком случае с его согласия, и руководители Ваада, раввины и парнесы, решили сделать эти съезды постоянными и обсуждать на них все вопросы национальной и религиозной жизни. Можно полагать, что не в продолжение года и не десяти лет развилась эта автономная организация, но благодаря привычке и обычаю, утвердившимся во мнении евреев и в глазах правительства, в течение одного или двух поколений». Не отрицая, таким образом, медленного эволюционного пути в истории возникновения Ваада, приходится приписать существование его, главным образом, фискальным целям, a не съездам раввинов на люблинских ярмарках. Ярмарочные съезды явились той организацией, которой правительство поручало дело раскладки и взимания податей, a эта деятельность упрочила съезды и придала им характер влиятельной общественной организации.

## Ваад областей
Общее обозначение «Ваад областей», ивр. ועד הארצות‎, менялось в соответствии с числом областей, представленных на съезде. В более ранних актах часто встречается определение «Ваад трёх областей» наряду с названием «Ваад четырёх областей». В ту же эпоху съезды, сравнительно редко, назывались Ваадами пяти областей, то есть Великой Польши, Малой Польши, Руси, Литвы и Волыни .
Среди председателей Ваада в конце XVI в. особенно известен Мордехай Яффа, гродненский и познанский раввин, автор целого ряда комментариев на «Шулхан арух» под общим именем «лебушим»; Грец приписывает ему даже организацию института Ваада. С течением времени упрочилось название «Ваад четырёх областей», как видно из документов XVII в. Четыре области посылали своих представителей: Великая Польша (столица Познань), Малая Польша (Краков), Червонная Русь (Подолия и Галиция со столицей Львовом) и Волынь (главный город Острог или Кременец). Литва имела периодическое или чрезвычайное представительство при Вааде до 1623 г., когда образовался особый «Ваад главных общин литовского края», функционировавший самостоятельно. В таком кристаллизованном состоянии Ваад четырёх областей описан авторами середины XVII века, напр. Иом-Тоб Липман Геллером (в его автобиографии «Megillat Ebah», где речь идет ο Вааде 1635 года) и летописцем Натаном Ганновером (Jewen Mezulah, «Пучина бездонная», Венеция, 1653). Последний говорит следующее: «Собрание представителей (парнесов) четырёх областей имело заседание два раза в год на люблинской ярмарке, между Пуримом и Пасхой, и на ярмарке в Ярославе (Галиция) в месяце аве или элуле. Собрание представителей четырёх областей напоминало Синедрион, некогда заседавший в гранитной палате иерусалимского храма. Они творили суд над всеми евреями Польского королевства, издавали охранительные предписания и обязательные постановления (таканот) и по своему усмотрению налагали взыскания. Всякое трудное дело представлялось на их суд. Чтобы облегчить себе работу, представители четырёх стран выбирали (особую комиссию) так называемых „областных судей“ (דייני מדינה), которые разбирали имущественные споры; сами же они (в полном составе) рассматривали дела уголовные, дела ο хазаке (право владения и давность) и прочие трудные тяжбы». Это свидетельство современника характеризует эпоху расцвета деятельности Ваада за период 1600—1648 гг. Пинкос Ваадa, в котором записывались принятые решения, не сохранился, и сомнительно, будет ли он когда-либо найден; пока имеются только семь отдельных листов из пинкосов Ваада в Ярославе за 1654—1671 гг. Однако в рукописных кагальных пинкосах сохранилось значительное число копии решений Ваада. Часть опубликована в старых раввинских сочинениях, респонсах и т. д., другие решения были изданы с рукописей в монографиях по истории польско-русских евреев. На основании этого материала, рукописного и печатного, возможен довольно подробный очерк организации и деятельности Ваадa.

## Организация
Сперва Ваад собирался ежегодно в Люблине во время больших весенних ярмарок, начинавшихся с католического праздника Громнице в феврале и продолжавшихся около месяца. С начала XVII в. вторым сборным пунктом стал галицкий город Ярослав, где главные ярмарки происходили в конце лета. Были и другие сроки, напр. в месяце сиване, «Zielone świątki» (Троица) и кислеве, в день Симона и Иуды (28 октября), а также в день праздника св. Станислава — 1 мая. В эпоху расцвета своей деятельности Ваад собирался дважды в год: перед Пасхой, в Люблине, и перед осенними праздниками, в Ярославе. В чрезвычайных случаях заседания Ваада происходили и в иное время и — редко — в других местах: в Тышовце, Пиньчуве, Пшеворске, Ленчне, Белжице (1635), Ополе, Рычивуле, Константынуве и в местности, обозначаемой в еврейских источниках טשליץ. Весьма усиленную деятельность Ваад развил после катастроф 1648—55 гг. — резни Хмельницкого и шведских войн, когда общинный строй, сильно поколебленный во многих частях Польши, нуждался в реорганизации. В течение второй половины XVII в. заседания Ваада происходили раз или два раза в году, чаще в Ярославе, чем в Люблине. В 1671 г. было решено не собираться более в самом Ярославе, потому что это было «опасное и вредное место», a в 10 милях от города; впоследствии это решение было отменено.
Число участников Ваада точно определить нельзя. Натан Ганновер говорит в вышеупомянутой летописи (1653), что парнесы избирались каждым кагалом — по одному делегату — и что, кроме этих кагальных представителей, в заседаниях Ваада участвовали 6 важнейших раввинов Польши. Из кагальных пинкосов видно, однако, что лишь главнейшие кагалы каждой области или страны посылали своих делегатов. Метрополии (Познань, Краков, Львов и Острог) «четырёх областей» посылали по два (было постановлено посылать одного бывшего делегата и одного «нового», дабы он мог научиться обязанностям «парнеса» Ваада) или даже более делегатов. Число подписей на решениях колеблется между 15 и 25; впрочем, часто имеются подписи одних только 6 раввинов. Полное число делегатов вместе с раввинами, по-видимому, достигало 30. — В XVIII в. деятельность Ваада стала все более и более ограничиваться; нередко заседания происходили с длинными промежутками и в большинстве случаев в Ярославе. Один из последних важных съездов состоялся в Ярославе в 1753 году, когда помимо прочего был обсуждён знаменитый спор между Эмденом и Эйбешюцем ο саббатианском движении, причём Эйбешюц был признан причастным к ереси. В 1764 году Польский сейм распорядился об упразднении Bаада (Pol. Leg., VII, 50), чем и закончилась его деятельность. Раздел Польши изменил всю кагальную систему и создал условия, неблагоприятные для существования таких автономных организаций, каким являлся Ваад.

## Деятельность
Деятельность Ваада может быть разделена на:
1. законодательную,
2. административную,
3. юридическую и
4. духовно-культурную[2].

### Законодательная деятельность
Законодательная деятельность Ваада состояла в выработке определённых правил и предписаний для разных учреждений самоуправления в Польше и в издании чрезвычайных предписаний, вызванных требованиями момента. Таковыми были решения в Тышовцах в 1583 г. ο выборе кагальных старшин и раввинов в еврейском квартале без вмешательства местных христианских властей. Ваады 1587, 1590, 1635 и 1640 гг. категорически запретили добиваться раввинского поста путём подкупа кагалов или ходатайства перед польскими властями. Ваады 1671, 1677 и др. годов запретили арендовать у поляков недвижимое имущество и другие доходные статьи без ведома кагала, к которому данный еврей причислен; купцам Ваад вменял в обязанность обходиться с нееврейскими торговцами честно и не позволять себе незаконных действий, дабы не вызывать недовольства населения и правительства. Ваад неоднократно издавал постановления относительно банкротов. Наиболее характерным является регламент Ваада 1607 г., направленный к урегулированию экономической и религиозной жизни; он содержит правила для кредитных операций и меры для обуздания ростовщичества; регламент был составлен по поручению Ваада люблинским раввином Иошуей-Фалк Когеном (председательствовавшим на Вааде) и впоследствии был им издан в комментарии к Хошен Мишпат, «Sefer Meirat Enaim» (сокращенно קונטרס הסמ"ע).

### Административная деятельность
Административная деятельность Ваада была очень тесно связана и часто тождественна с законодательной. Ваад принимал необходимые меры для улучшения общего положения польских евреев или для предотвращения грозившей всем евреям опасности. Он посылал своих уполномоченных («штадланов») в Варшаву во время сессии сейма в целях представления интересов еврейства перед правительством и делегатами. Здесь благодаря переговорам, деньгам и подаркам, исходатайствовались новые привилегии и предупреждались законодательные ограничения. Ваад имел для этого особый фонд из сумм, вносившихся каждой из «четырёх областей». Особое рвение проявляли штадланы во время коронационных сеймов, когда, согласно обычаю, от каждого нового короля ждали подтверждения прав и привилегий, данных его предшественниками, и когда нужно было быть на страже, дабы победить антиеврейские настроения и влияния на сейме. Βааду порою не удавалось предотвратить репрессивные меры; тогда он старался своим авторитетом внушить общинам строгое исполнение правительственных распоряжений. Так, в 1580 г. последовало постановление правительства, запретившее евреям брать в откуп государственные пошлины и другие доходные статьи в Великой и Малой Польше и в Мазовии. Объявляя об этом, Ваад присовокупляет, что «люди, жаждущие наживы и обогащения посредством обширных аренд, могут навлечь на многих великую опасность». Ваад заботился также ο том, чтобы евреи не поселялись в местах, запрещённых им для жительства. Такие приказания читались публично во всех синагогах с угрозой херема (отлучения) ослушникам. Ваад издавал многие приказания также с целью прекращения внутренних раздоров в общинах, требуя подчинения кагальной дисциплине и преследования тех, кто своими вредными занятиями возбуждает недовольство правительства и нееврейского населения. Однако случалось, что постановления Ваада не приводились в исполнение, и правительству приходилось поддерживать его авторитет. Так, например, «еврейские коронные старшины» жаловались в 1687 г. от имени ярославского Ваада, что ввиду уклонения от платежа податей многих евреев, которые пользуются покровительством панов и даже королевской канцелярии и не признают авторитета «коронных старшин», последние не могут нести ответственность за поступление подати; тогда последовал указ короля против «такого замешательства и беспорядка», под угрозою тяжёлых кар вменивший кагалам в обязанность подчиниться авторитету Βаада и признавать его раскладку податей, как и юрисдикцию. Оставаясь строго в пределах существующих государственных законов, Ваад был неутомим в борьбе против нарушения законных прав евреев со стороны местной администрации и судебных учреждений; он апеллировал к высшим инстанциям: главному трибуналу, сейму, высшим сановникам и королю. Особенно энергично боролся Ваад с такими наветами, подсказанными религиозным фанатизмом и предрассудками, как обвинения в ритуальных убийствах, осквернение Св. Даров и пр. Ваад заботился также ο том, чтобы государственные подати евреев не повышались несправедливо и чтобы они правильно распределялись по четырём областям, или «странам», Польши; дальнейшее распределение в областях и кагалах было делом областных ваадов и кагальных управлений. Ваад был ответствен перед правительством за правильное поступление податей и состоял в сношениях с подскарбием (или даже в подчинении ему); последний, в частности, определял, когда следует созывать сейм.

### Юридическая деятельность
Bаад пользовался очень обширными юридическими полномочиями; главным образом он был занят разбором нередко многолетних споров, возникавших между соседними кагалами относительно границ юрисдикции; в зависимости от последней находился вопрос ο сумме податей, какую должен был вносить тот или другой кагал. В обязанности Ваада входило также разграничение сферы влияния кагальных судебных округов, определение компетенции нижнего и верховного раввинских судов и передача разбора дел тому или другому. В этом отношении Ваад в общем и его раввинская коллегия в частности служили высшей инстанцией для всех польских евреев. Копии документов Ваада, сохранившиеся в кагальных пинкосах, состоят преимущественно из подобных юридических постановлений.

### Духовно-культурная деятельность
Духовно-культурная деятельность Ваада имела главной задачей укрепление иудаизма и установление общей внутренней дисциплины как средства национального единения евреев. Вскоре после своего возникновения Ваад постановил (1594), что еврейские книги, печатаемые в Польше (Ваад в 1696 г. дал санкцию трём типографиям: в Кракове, Люблине и Жолкиеве; ввоз древнееврейских книг из-за границы в Польшу в интересах жолкиевской типографии был запрещён Ваадом в 1699 г.) могут выходить лишь с разрешения раввинов, которые снабжали сочинение своим одобрением (гаскама). Важные издания одобрялись раввинами во время заседаний Ваада. Последний издавал также правила и программы для училищ (хедеров и иешив). С целью сохранить в народе нравственно-религиозный и национальный дух, Ваад опубликовывал суровые правила. В упомянутом регламенте Люблинского съезда 1607 г. Ваад предписал, между прочим, строгое соблюдение ритуальных законов ο пище и запретил пить вино с христианами в харчевнях, дабы не прослыть опороченным членом общины и не лишиться права быть избранным на кагальные должности; одежда евреев должна отличаться покроем от христианской; следует соблюдать скромность в одежде, особенно женщинам; надо заботиться ο целомудрии женщин, преимущественно в деревнях, где семьи еврейских арендаторов разбросаны среди христиан и пр., и пр. В первой половине XVIII века Ваад повел усиленную борьбу с саббатианством, которое распространилось среди польских евреев и было источником франкистского движения, приверженцы которого приняли католицизм (в 1759 г.) благодаря преследованиям со стороны единоверцев. Стоя таким образом на страже раввинизма, Ваад, по-видимому, готовился к борьбе с зародившимся хасидским движением; однако именно в этот момент ему пришлось прекратить свою деятельность. Уже в 1720-х годах стали раздаваться голоса в пользу упразднения «огульного» обложения евреев и вместе с тем — органа, установленного для этой цели, Ваада. Куявский сеймик поручил в 1729 г. послам на всеобщем сейме Короны предложить, чтобы отныне евреи были обложены поголовно: «послы должны добиваться этого, так как они (евреи) сами сознаются, что старшины их притесняют и обременяют». Эти ходатайства были повторены в 1736 г. И вот генеральная конфедерация, предшествовавшая избранию Станислава-Августа, решила ввести подушную подать. Правительство мотивировало своё постановление тем, что прежде, когда евреи огульно платили подать, взималась гораздо большая сумма, чем при взносе подати каждым евреем в отдельности, и что, кроме поголовного, кагалом производились ещё другие сборы на общественные нужды, что крайне обременяло еврейское население. Правительство рассчитывало, что при новой податной системе от евреев поступит большая сумма, что их платёжеспособность скрывалась от правительственных органов. Впредь евреи должны были вносить подати через кагальных старшин в казначейство; последние теряли, таким образом, важную функцию по распределению налогов, и правительство более не считало нужным поддерживать авторитет кагала. Высшие органы самоуправления — Ваад и областные съезды — утратили своё значение; они были признаны лишними и даже вредными и потому были упразднены.
Вышеприведенные со слов депутатов куявского сеймика жалобы евреев на Ваад имеют известное основание. Ваад не являлся настоящим народным представительством. «Делегаты Ваада не избирались для этой цели общинами, но вербовались из раввинов и старшин главных общин, из среды нотаблей и влиятельных лиц». Однако и при этой несовершенной, олигархической организации работа Ваада много содействовала становлению прочного общественного строя и усилению дисциплины в польском еврействе.
В десятилетие после 1764 г. раввины собирались по старому обычаю на ярмарках и принимали разные решения, например, в аве 1767 г. в Пилице (вблизи Кракова) и в Хенцинах; в Пилице присутствовал известный львовский раввин Хаим Рапопорт. В 1772 г. в Бродах был объявлен херем на хасидов в присутствии представителей «бесконечно многих общин».
Ваад влиял на еврейскую общественную жизнь и за пределами Польши. В Бреславле, где скоплялось много еврейских купцов из Польши, Ваад долгое время назначал раввинов, a на съездах в Ярославе в 1682 и 1683 гг. обсуждался спор амстердамской ашкеназской общины с раввином Давидом Лида, причем парнесам общины было приказано признать Давида раввином ввиду того, что возбуждённые против него обвинения лишены всякого основания.
Акты и решения Ваада составлялись обыкновенно на иврите, между тем как документы, предназначенные для оповещения в синагогах (так назывываемые «крузим», ивр. כרוזים‎), писались на идише. Приводим два образца таких документов:
- первый документ — декрет 1678 г., которым Ваад постановил предоставить Тыкоцинскому, или Тиктинскому, кагалу иметь постоянного представителя при Вааде (документ заимствован из старого рукописного пинкоса города).

Перевод: «Сегодня мы исполнили просьбу старшин Тыкоцинского кагала, упомянутую на странице… иметь представителя на Вааде четырёх стран. Мы согласились с их требованием иметь представителя от нынешнего дня, по способу, изложенному на странице… и опять на странице сегодняшнего дня. Вот слова Ваада четырёх областей. Сегодня, среда, 4 Сивана 5438 г. в Люблине».
- Второй документ — часть воззвания, изданного Ваадом в Ярославе в 1671 г. ο необходимости прекратить раздоры, возникшие среди евреев Холмского округа (взят из сохранившихся листков пинкоса Ваада).[2]

Перевод: «Главари Ваада доводят до сведения: ввиду того, что в Холмском округе возникли ссоры и распри, которые едва не явились гибельными для всего округа и не подорвали благо состояния всего Израиля, причем истрачено из-за них много тысяч — представители Ваада четырёх областей наказали зачинщиков и участников, имена которых не разглашаются из уважения к их положению. Если в общинах творятся подобные дела, люди устраивают неслыханные подвохи и интриги, нарушают старинные запреты и приводят общины к разрушению, и подобные неурядицы препятствуют исполнять обязанности правильной уплатой королевских налогов, вследствие чего целые общины и округа впадают в долги дворянству и духовенству, что грозит большой опасностью… главари и представители Ваада четырёх земель предоставляют полное право старшинам округов и общин преследовать подобных людей и наказывать их херемом, штрафами, заточениями и даже предавать их коронному суду, a расходы возложить на зачинщиков. Эти люди должны навсегда быть лишены права занимать какие-либо должности в общине или округе, не могут также пользоваться правом хазаки,.. потому что они не имеют жалости и к самим себе, ни к общине или округу, ни ко всему еврейству… и они забывают, насколько мы ничтожны и презренны в глазах других народов. Подобные люди особенно нас унижают; известно ведь, как много толков вызывают в высших сферах подобные дела. Поэтому пусть каждый старается идти по правильному пути и не совершает ничего предосудительного. Воззвание это внесено в пинкос Ваада четырёх областей».
Подлинник содержит вышеупомянутое решение Ваада в Ярославе (сент. 1671 г.); так как заседания Ваада происходили не в самом Ярославе, a в 10 милях от него, то окончательное решение относительно места следующего заседания было отложено до съезда Ваада весной в Люблине. Следуют 14 подписей представителей Ваада из Кракова, Познани, Львова, Люблина, Владимира, Пшемысля и др.). О подлинности подписей свидетельствует различие почерков, причем ясно, что это не копия. Документ заимствован из немногих сохранившихся листов старого пинкоса Ваада четырёх областей, найденных в Дубно.